# Hausmanniet

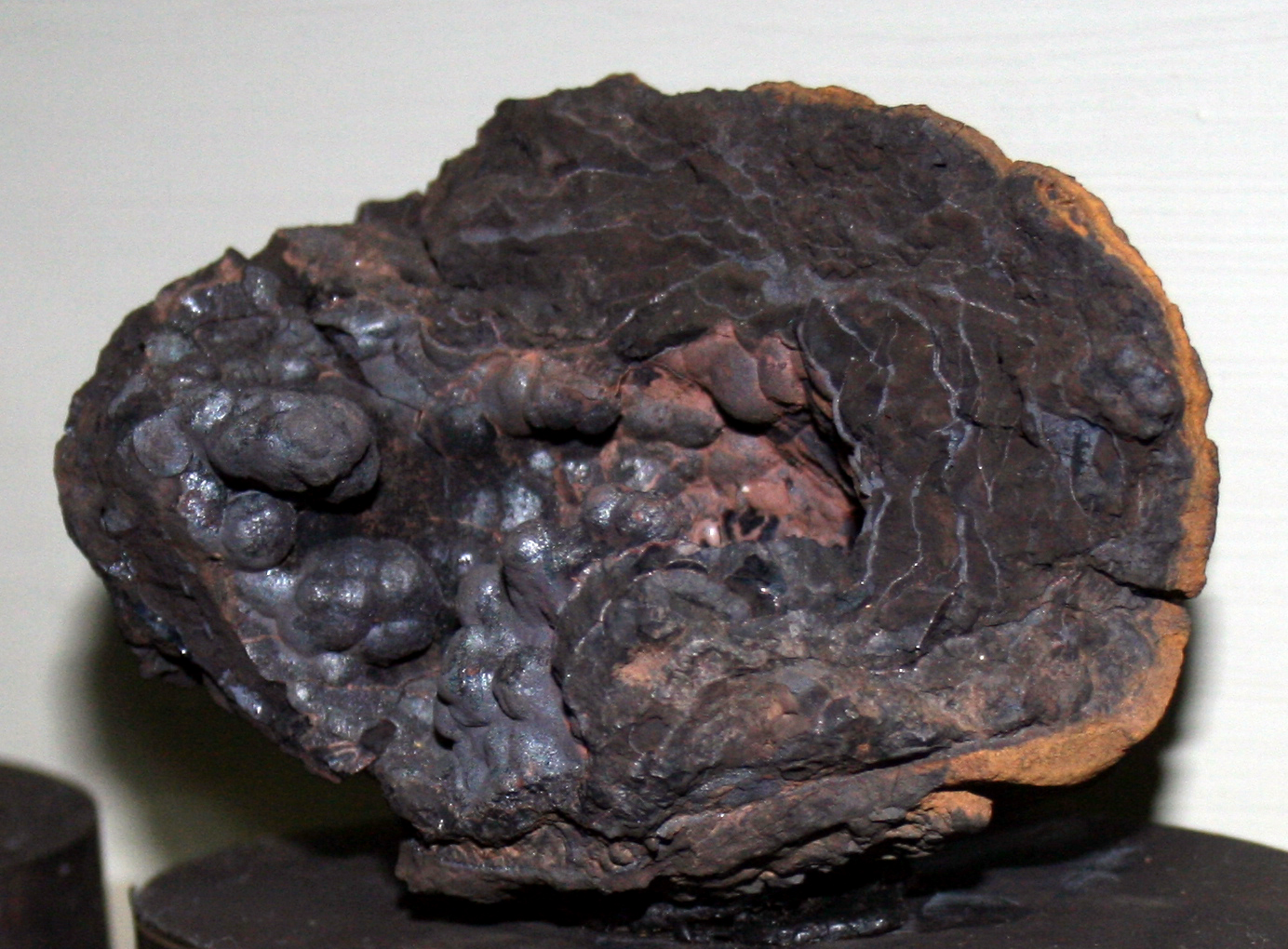
Hausmanniet

Het mineraal hausmanniet is een mangaan-oxide met de chemische formule Mn2+Mn3+2O4.

## Eigenschappen
Het opake grijze of donkerbruine hausmanniet heeft een donkerroodbruine streepkleur, een submetallische glans en een perfecte splijting volgens het kristalvlak [001]. De gemiddelde dichtheid is 4,76 en de hardheid is 5,5. Het kristalstelsel is tetragonaal en het mineraal is niet radioactief.

## Naamgeving
Hausmanniet is genoemd naar de Duitse mineraloog J. F. L. Hausmann (1782 - 1859).

## Voorkomen
Hausmanniet is een veelvoorkomend mineraal in hydrothermale aders. Het ontstaat ook by metamorfose van mangaanhoudend gesteente. De typelocaties zijn Ilmenau en Oehrenstock in het Duitse Thüringen. Het mineraal wordt ook gevonden in de Gloucester mijn in Postmasburg, Kaapprovincie, Zuid-Afrika, in Otavi, Namibië en in de Zweedse regio Värmland.